# Mörbystråket
Mörbystråket är ett promenadstråk och en vandringsled  i Stockholms län med en total längd på cirka 12 km och ingår i Gångstråk Stockholm. Mörbystråket startar i Mörby centrum och når Stocksundet via Edsvikens östra strand. Efter Bergshamra passerar stråket Ålkistan och följer sedan Brunnsvikens strandpromenad till Bergianska trädgården, Frescati, Kräftriket och Bellevueparken. Den sista etappen går genom Vanadislunden och längs Döbelnsgatan mot Brunkebergs torg, Gustav Adolfs torg och Gamla stan. Mörbystråket möter Näsbyparkstråket vid Stocksundet, stråken viker dock av åt olika håll efter Ålkistan. Mörbystråket ansluter till tunnelbanans Röda linjen. Stockholms stads motto för Mörbystråket lyder: Längs Edsviken och Brunnsviken med sikte mot Wenner-Gren-skrapan.

## Sträckning

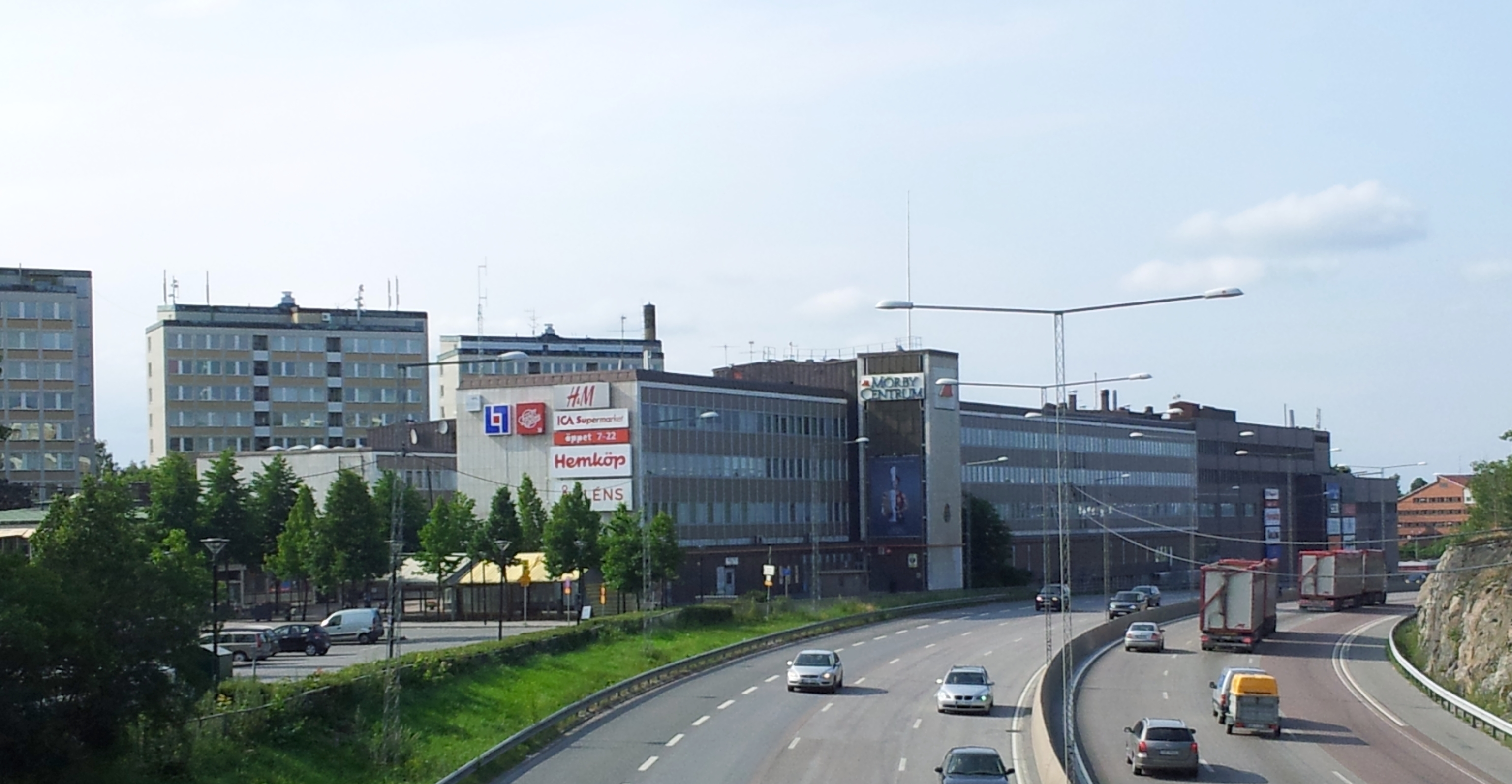
Start: Mörby Centrum.

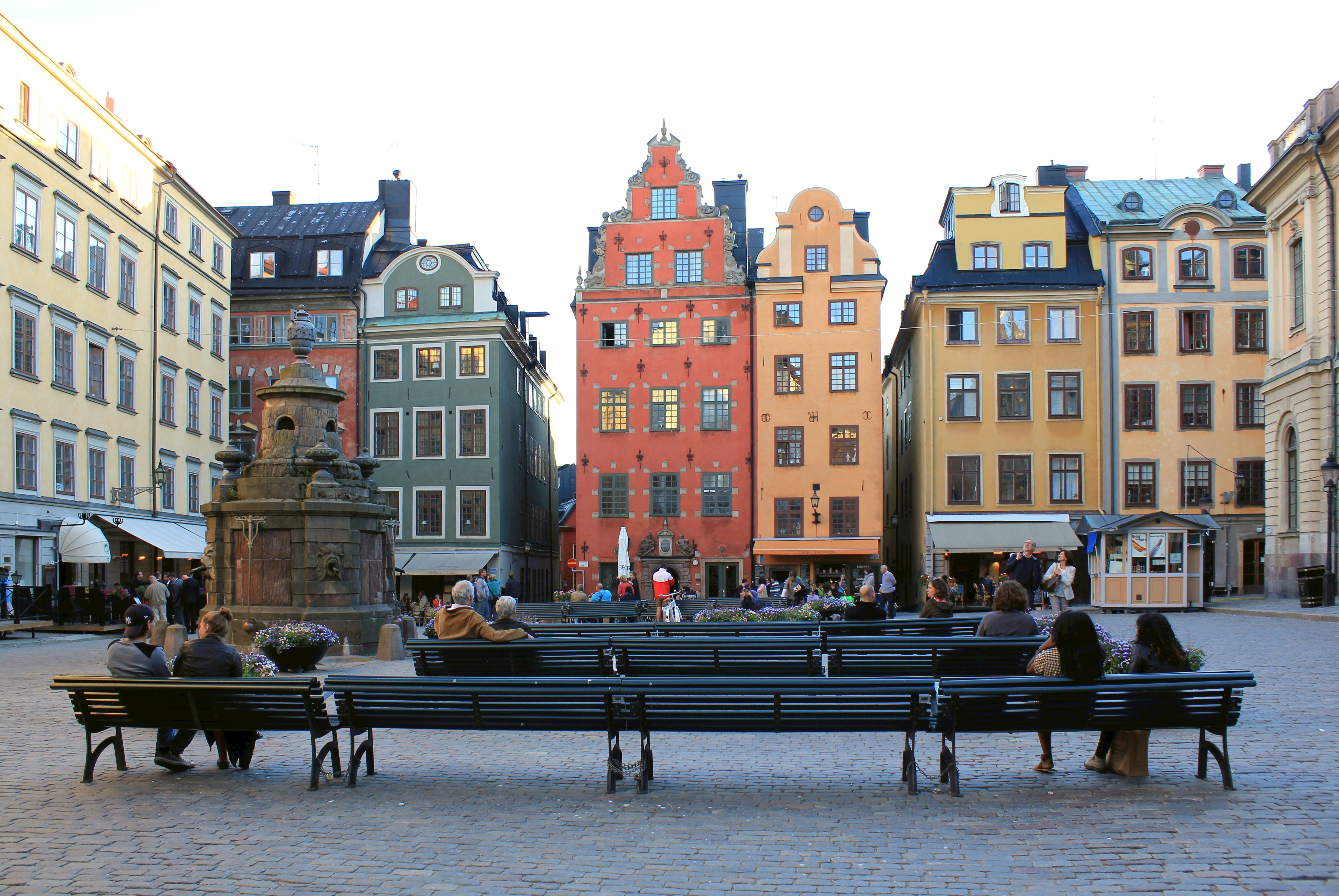
Mål: Stortorget i Gamla Stan.

Mörbystråket utgår från Mörby centrum och passerar arkitekten Sven Markelius andra villa på Kevinge strand. Stråket följer därefter promenadstigen längs Edsvikens östra strand mot bostadsområdet Inverness. Här ligger Stocksundsbroarna: Stocksundsbron för vägtrafik, Stocksundsbron för Roslagsbanan och Stocksundsbron för tunnelbanan.
På andra sidan Edsviken, från den östra strandens yttersta udde, syns 1600-talsslottet Ulriksdals slott. Slottets nuvarande utseende gestaltades av Nicodemus Tessin d.ä. och fullbordades av Carl Hårleman under mitten av 1700-talet. Mittemot Danderyds sjukhus, på östra sidan om Norrtäljevägen, ligger det kulturhistoriskt värdefulla Mörby verkstäder och vagnhallar, vars byggnader uppfördes för Roslagsbanan i början av 1900-talet.
Från Stocksundsbron ser man ut över Stocksundet. Mot nordväst utbreder sig Edsviken och mot sydost Lilla Värtan. Lilla Värtan omges här av villasamhället Stocksund och Norra Djurgårdens klippstränder nedanför Stora Lappkärrsberget, med ön Bockholmen mitt i inloppet till Stocksundet. På var sida om Stocksundsbrons södra brofäste i Bergshamra ligger några exklusiva villor från slutet av 1800-talet, bland annat Villa Björkhagen, Villa Borganäs och Villa Alnäs. De två senare i det kulturellt värdefulla kvarteret Alnäs. Här ligger också Stocksundstorps gård.
Bergshamra vattentorn är med sin höga placering och sitt karakteristiska utseende ett välkänt landmärke som syns vida omkring från alla väderstreck. Från Stocksundsbron viker Mörbystråket in på Björnnässtigen och förbi Norra (Gamla) Bergshamra, över Bergshamravägen och genom Södra (Nya) Bergshamra längs med Gamla vägen, samt förbi Bergshamra koloniområde och till Ålkistan, den lilla kanalen som förbinder Lilla Värtan med Brunnsviken.
Vid Brunnsvikens norra strand i Bergshamra ligger Tivoliparken med Cadiers odlingar. Från koloniområdet strax före Ålkistan kan man välja en liten avstickare från stråket genom att följa stigen mellan beteshagen och vasskanten utmed Brunnsviken fram till Pipers park. Alldeles bredvid Pipers park ligger Tivoliparken. Avståndet är cirka 500 meter.
Genom att följa promenadstigen från Ålkistan utmed Brunnsvikens strand kommer man till Bergianska trädgården, som är en botanisk trädgård. I trädgården finns framförallt växter från norra halvklotet. Till trädgården hör även flera viktiga byggnader, bland annat Gamla orangeriet för tropiska växter, Victoriaväxthuset för näckrosor och Edvard Anderssons växthus, en vinterträdgård med medelhavsväxter. Strax söder om Bergianska trädgården finns en återställd våtmark. I de fuktiga partierna på den nordöstra sidan har planterats svärdslilja, starr och blomvass. Fältet och strandlinjen på den sydvästra sidan av våtmarken slås regelbundet för att få en mer örtrik och lågvuxen ängsflora.
Mittemot våtmarken, på östra sidan om Norrtäljevägen, ligger Naturhistoriska riksmuseet, ett biologiskt och geologiskt museum, och Sveriges största museum. Riksmuseets stora byggnadskomplex uppfördes åren 1907–1916 efter arkitekt Axel Anderbergs ritningar. Mörbystråket fortsätter efter Bergianska trädgården längs med Brunnsvikens östra strand och passerar på vägen Gustavsborg. Gustavsborg var från slutet av 1800-talet och början av 1900-talet ett sommarnöje, senare blev det en del av Bergianska trädgården. Wittrocks torn, som ligger på samma plats, var ursprungligen tänkt som ett utsiktstorn och museum. Vandringen följer sedan Brunnsvikens strandpromenad via Brunnsvikens strandbad och Brunnsvikens Kanotklubb mot Kräftriket, vars namn härrör från en 1700-talskrog som serverade kräftor från Brunnsviken. Numera huserar Stockholms universitet i Kräftrikets byggnader.
Nästa anhalt är Bellevueparken, en engelsk park utformad av arkitekt Fredrik Magnus Piper. På Bellevuehöjden ligger Paschs malmgård, en malmgård från mitten av 1700-talet. Gården byggdes av hovmålaren Johan Pasch och föll i  Jean Eric Rehns ägo efter Paschs död. På samma plats ligger också Carl Eldhs ateljémuseum, som ritades av vännen och arkitekten Ragnar Östberg. Sedan 1930-talet har Stockholms Brevduveklubb ett duvslag bakom malmgårdens uthus.
På södra sidan om Bellevuehöjden ser man Wenner-Gren Center, Sveriges första höghus med en bärande stomme i stål. Byggnaden färdigställdes i början av 1960-talet och består av tre huskroppar: en symposiebyggnad vid Sveavägen, en låg halvcirkelformad byggnad med gästforskarbostäder och en 74 meter hög tornbyggnad. Bredvid skrapan ligger Sveaplans gymnasium, ursprungligen ett flickläroverk, idag Socialhögskolan. Läroverket stod färdigt år 1936 och räknas till en av funktionalismens vackraste byggnader i Stockholm; formgiven av Nils Ahrbom och hans partner Helge Zimdal, som vid tiden var 26 respektive 28 år gamla.
Därefter fortsätter vandringen under Sveaplan, förbi Cedersdals malmgård, genom Vanadislunden mot Döbelnsgatan, och upp på Brunkebergsåsen vid Johannes kyrka. I kvarteret finner man bland annat Drottninghuset och Johannes brandstation. Den sista etappen av Mörbystråket går högt uppe på Brunkebergsåsen via Kungstornen till Brunkebergstorg och Sveriges riksbank. Därefter går vandringen vidare mot Arvfurstens palats, Sagerska huset och Riksdagshuset till Storkyrkan i Gamla stan och slutdestinationen Stortorget.

## Bilder

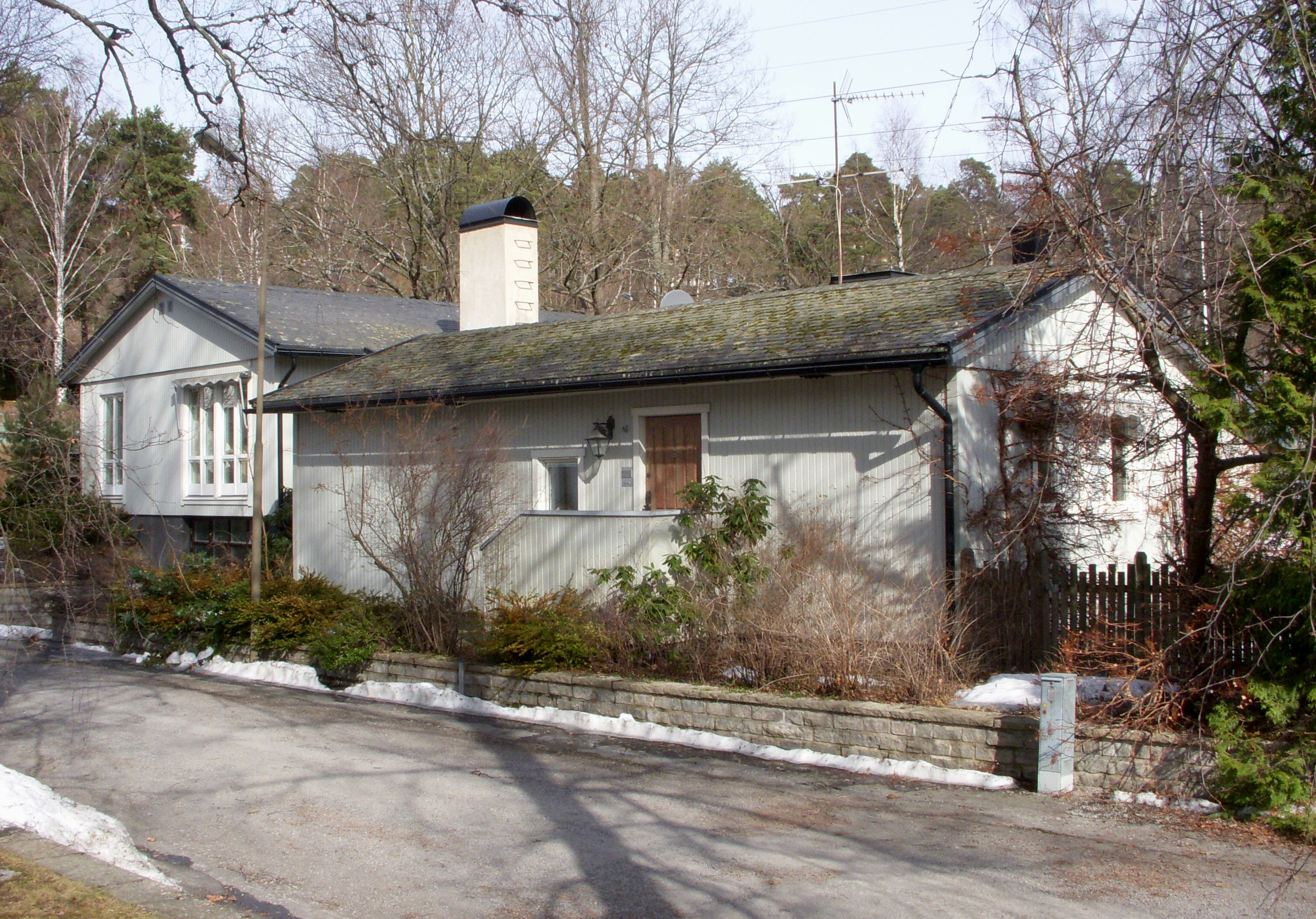
Markelius andra villa.
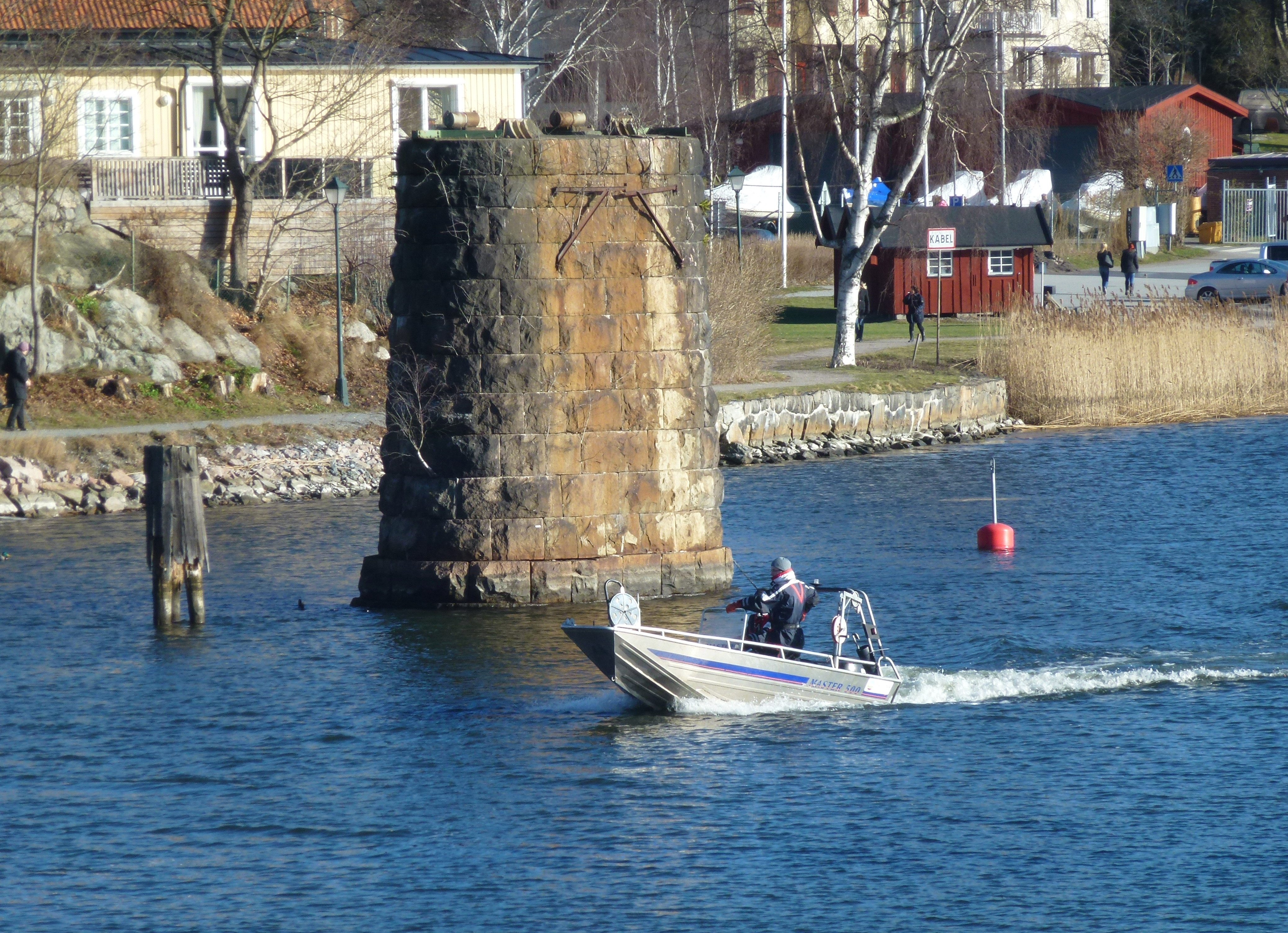
Stocksundsbron, Roslagsbanans gamla bropelare.
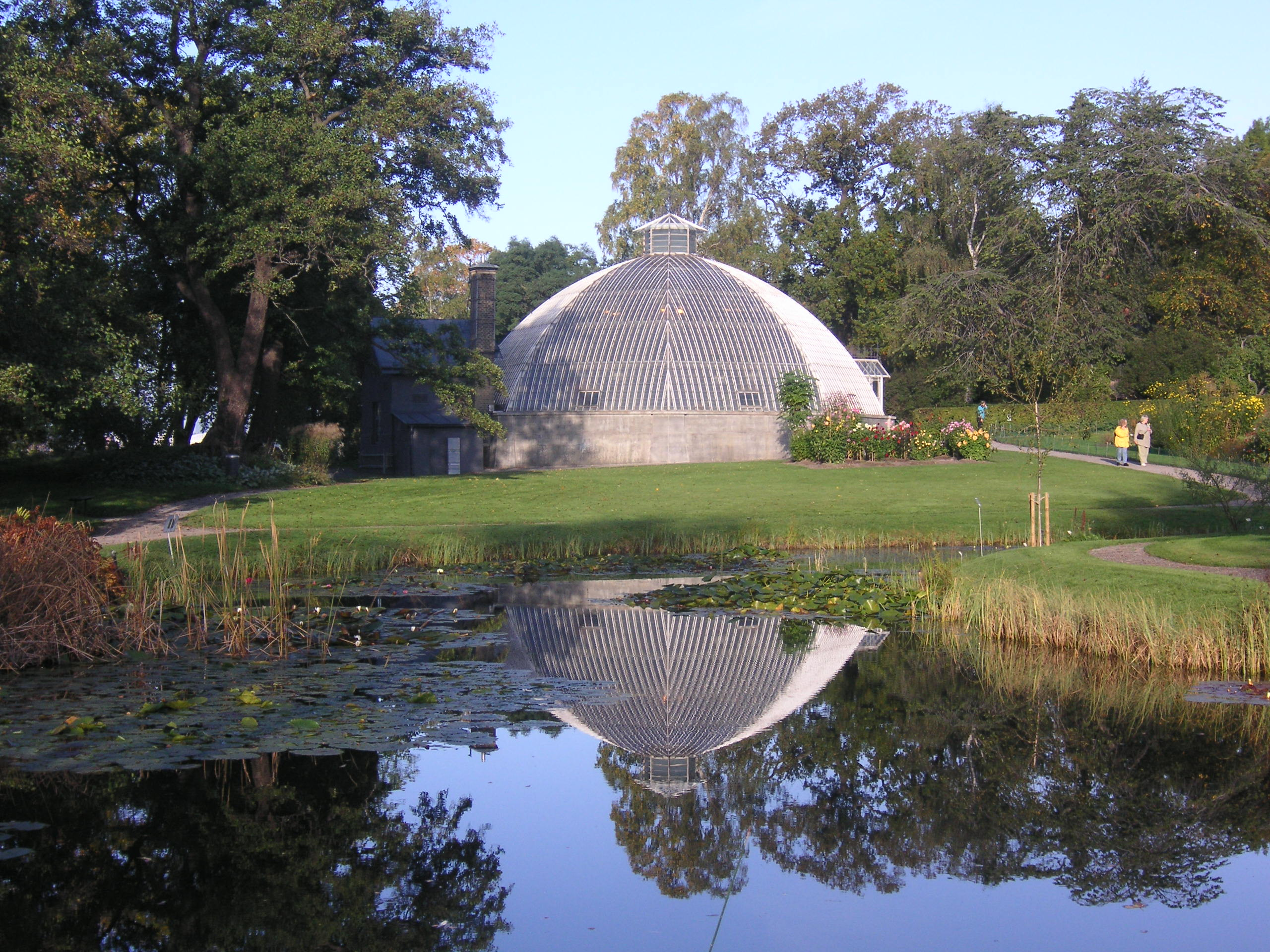
Victoriaväxthuset, Bergianska trädgården.
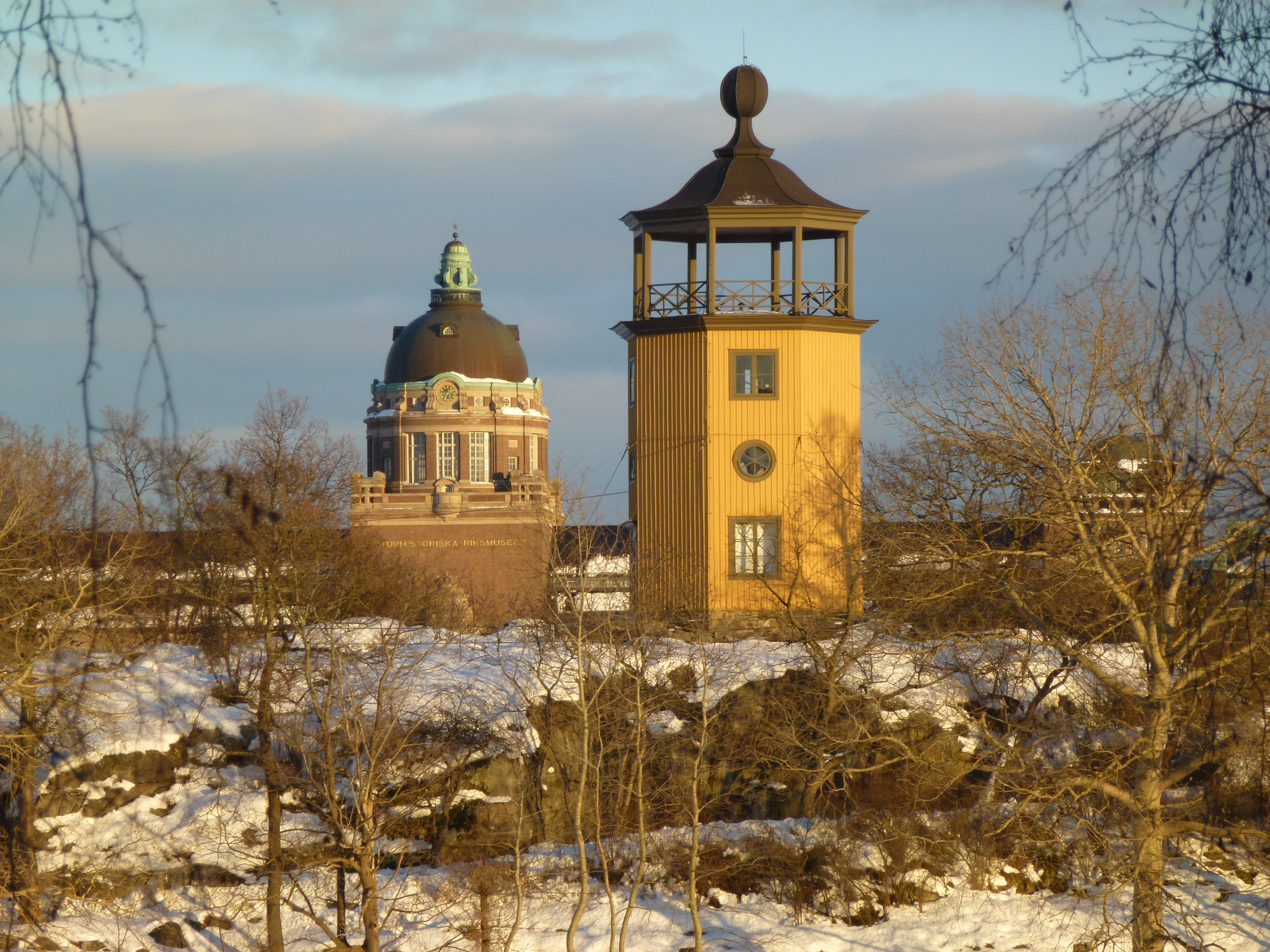
Wittrocks torn och Naturhistoriska riksmuseet.
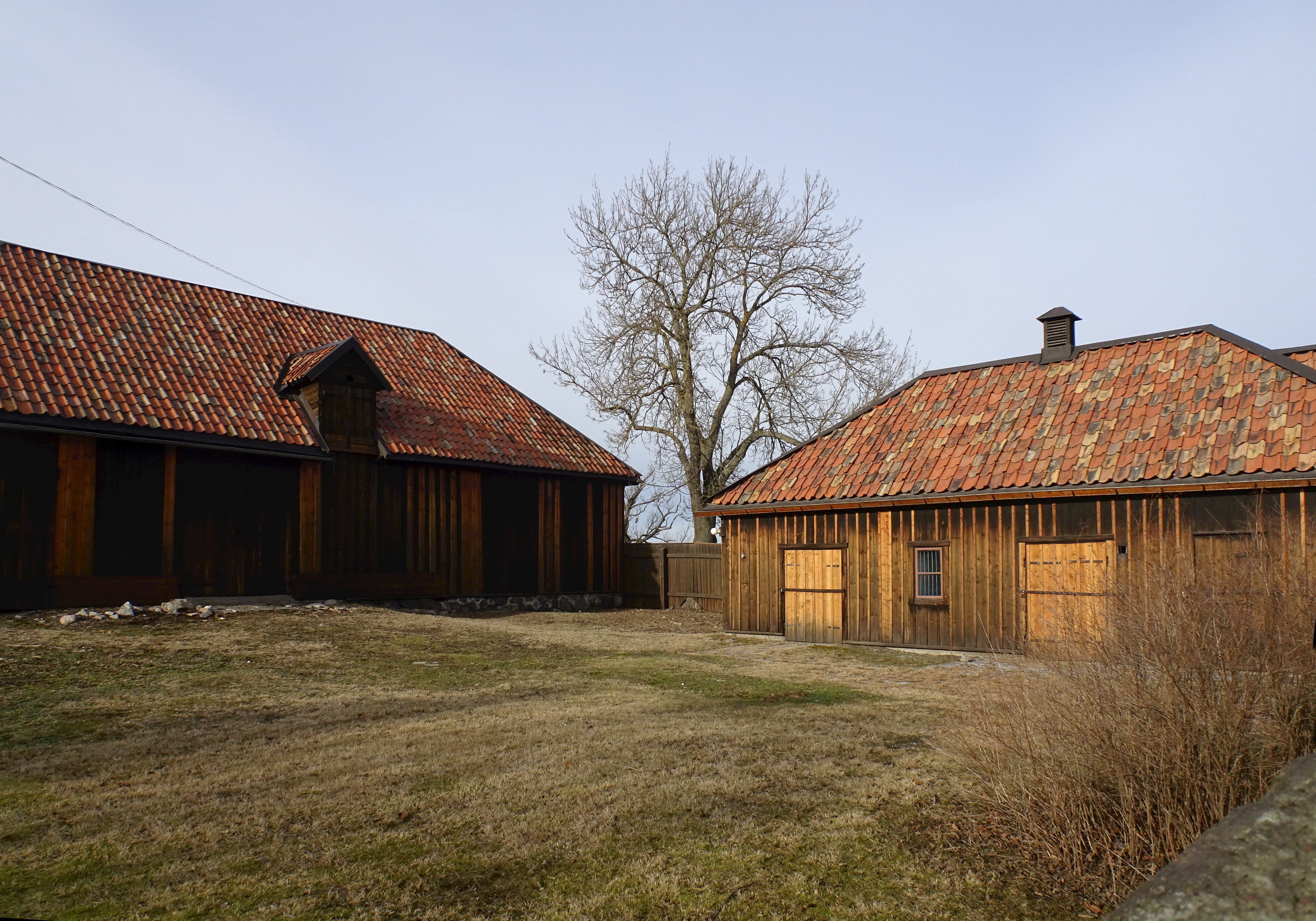
Paschs malmgård, stallbyggnaden på Bellevuehöjden.
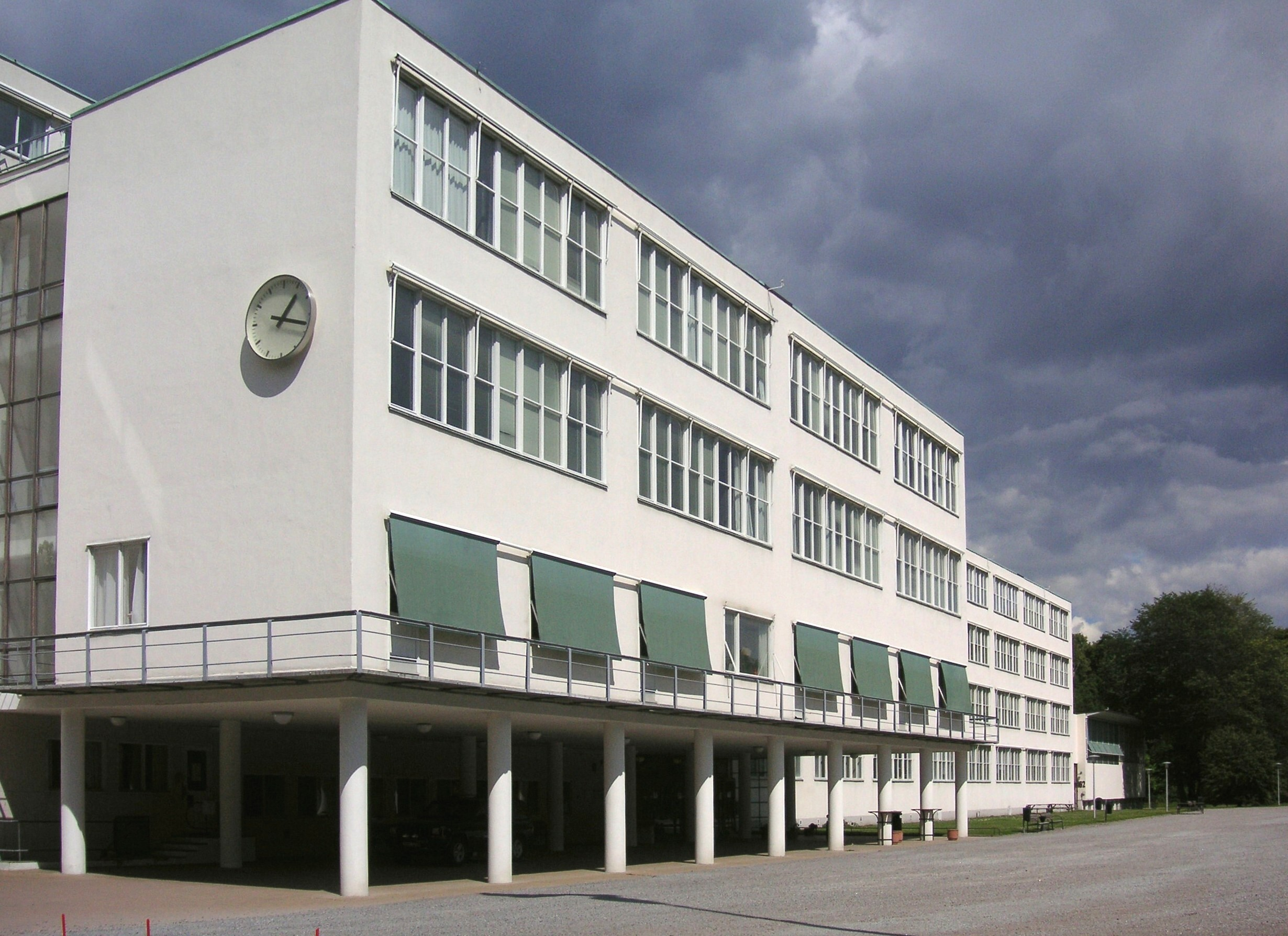
Sveaplans gymnasium.
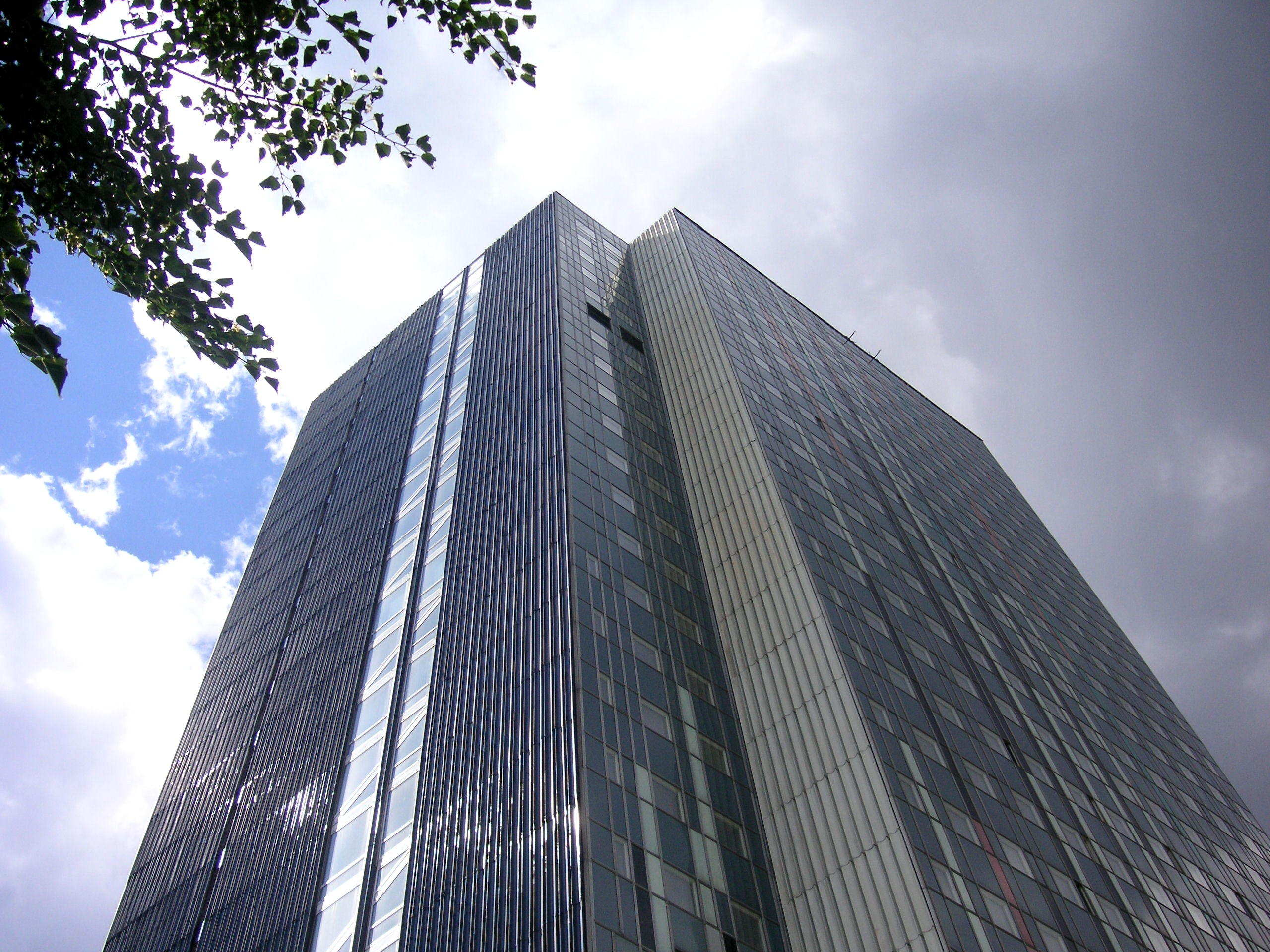
Wenner-Gren-skrapan.